# En mumie på rymmen
En mumie på rymmen (engelska: Under Wraps) är en amerikansk TV-film från 1997 producerad av Disney Channel och räknas som den första Disney Channel Original Movie.

## Handling
Tre barn upptäcker en mumie, den kommer till liv och de döper honom till Harold. De besöker sin Halloween-besatta vän Bruce och kommer på att om mumien inte är tillbaka i sin sarkofag före midnatt på Halloween, kommer han upphöra att existera.

## Rollista i urval
- Mario Yedidia - Marshall
- Adam Wylie - Gilbert Anderson
- Clara Bryant - Amy
- Ken Campbell - Bruce
- Ed Lauter - Mr. Kubat
- Bill Fagerbakke - Harold / Ted
- Corinne Bohrer - Marshalls mamma
- Penny Peyser - Amys mamma
- Joshua Dennis - Leonard
- Ryan Schofield - Todd
- Nakia Burrise - Paige